# エドモン・エドゥアン
エドモン・エドゥアン（ Edmond Hédouin、Pierre Edmond Alexandre Hédouin、1820年7月16日 - 1889年1月13日）はフランスの画家、版画家である。

## 略歴
パ＝ド＝カレー県のブローニュ＝シュル＝メールの法律家、役人の息子に生まれた 。はじめ音楽を学ぶが、美術に転じ、1838年にパリのエコール・デ・ボザールに入学し、絵画をポール・ドラローシュ、版画をセレスタン・ナントゥイユに学んだ。
1842年からサロン・ド・パリに出展を始めた。スペインやオリエンタルの風俗画や風景画を1882年まで出展し、何度か入選した。1855年のパリ万国博覧会の展覧会に出展し、2等メダルを受賞した。
1845年から版画の製作を始め有名な画家の作品の複製版画を制作した。
1847年にはアドルフ・ピエール・ルルーとアルジェリアを旅した。1860年代にはコメディ・フランセーズの劇場、パレ・ロワイヤルの galerie des fêtesの装飾画を描いた。パリ市庁舎(l'Hôtel de ville de Paris)装飾画も描いたが、1871年の火災で失われた。
1872年にレジオンドヌール勲章（シュバリエ）を受勲した。

## 作品

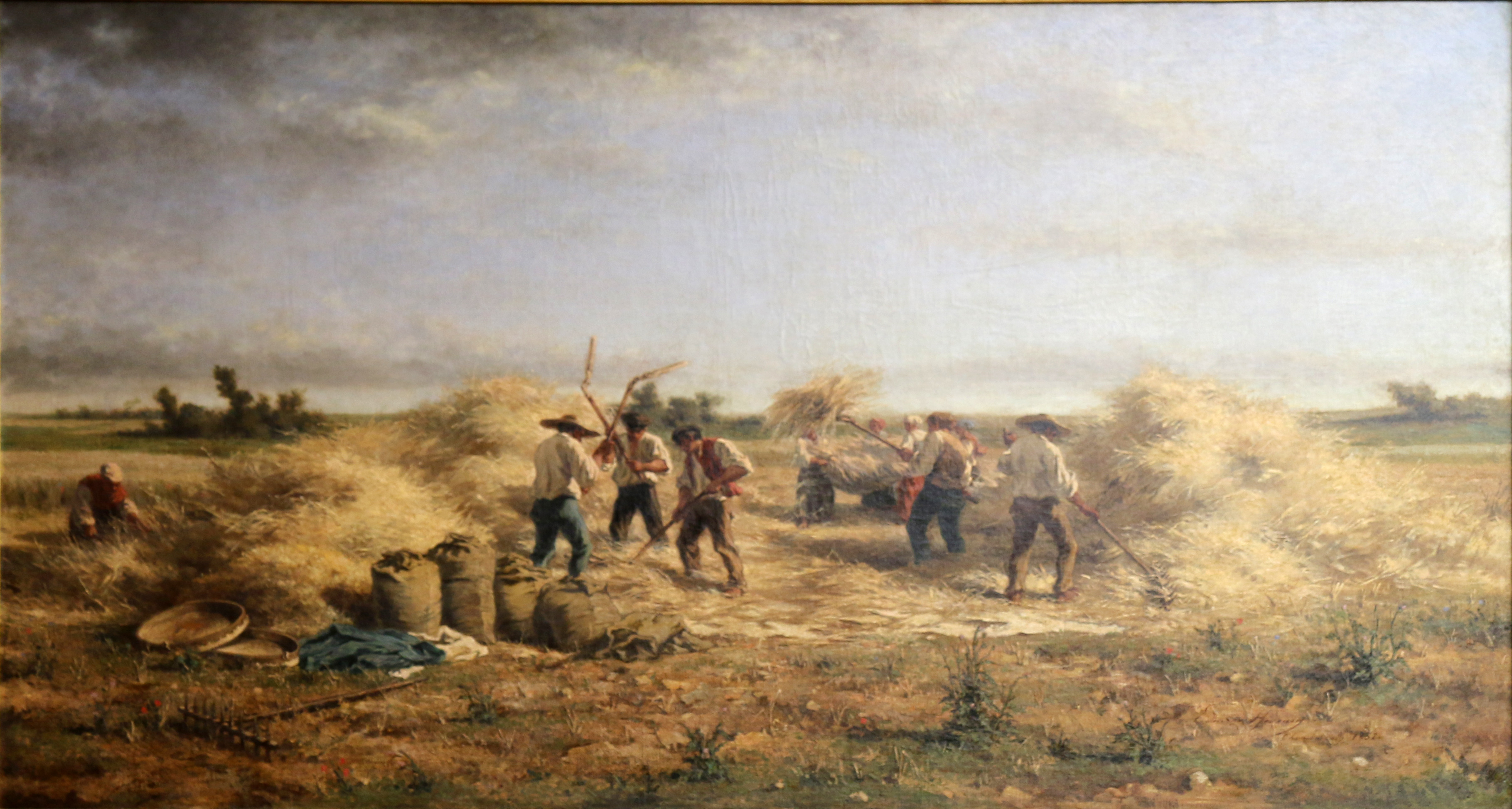
"Moissons à Chambaudoin"
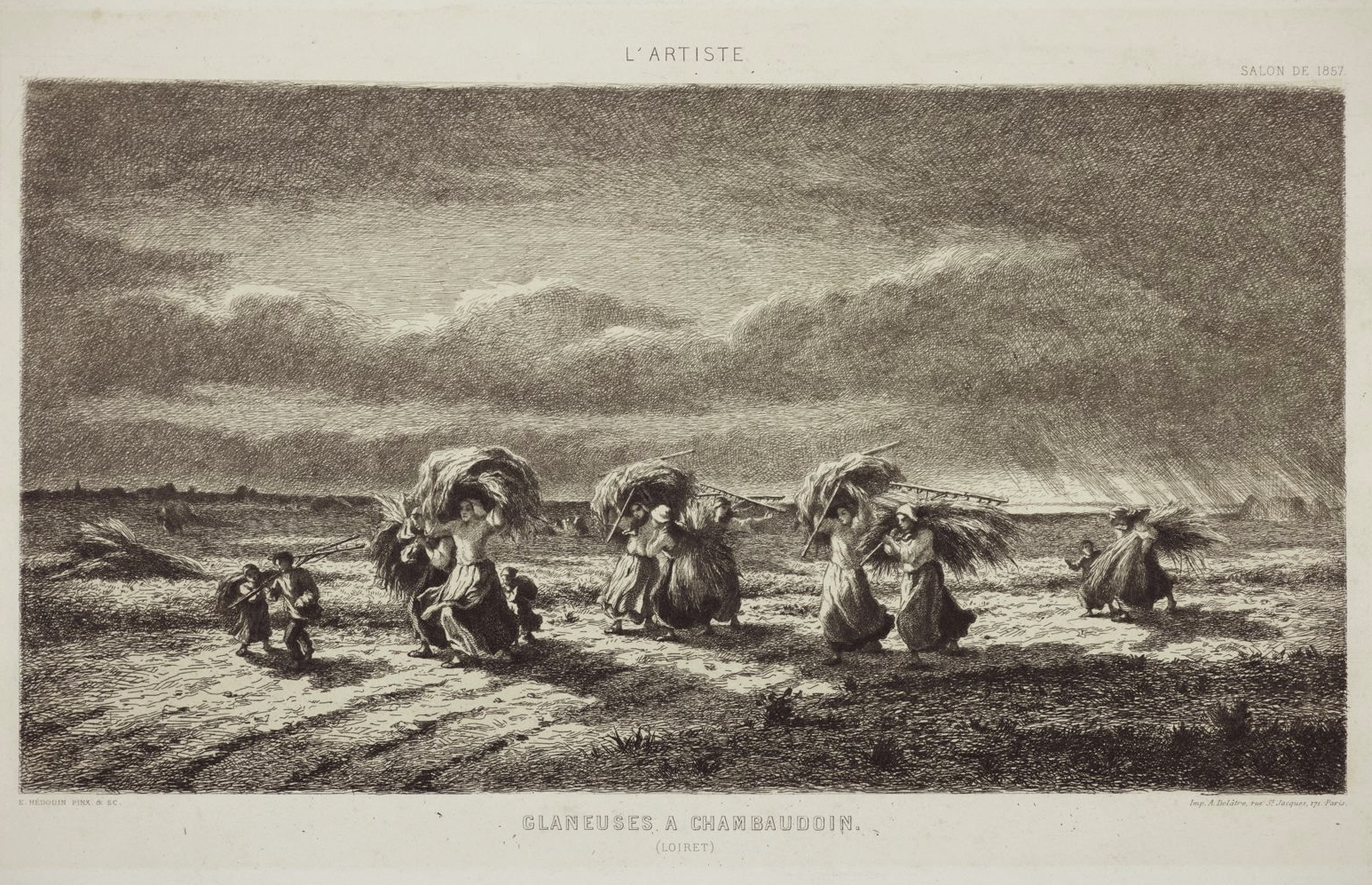
版画　(1858)
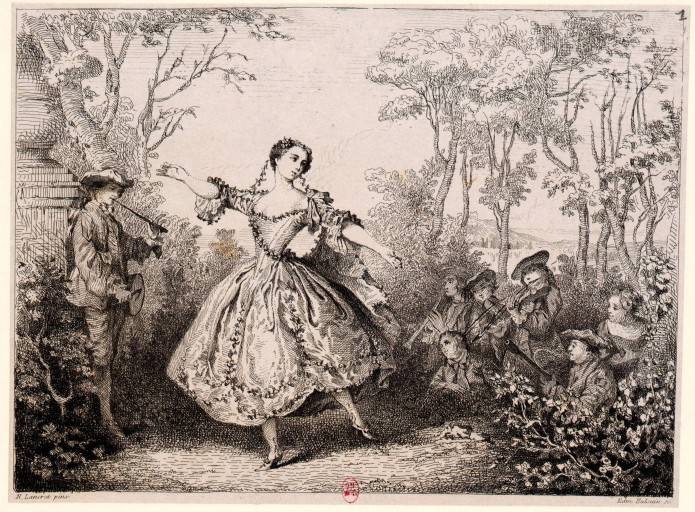
ニコラ・ランクレの"Portrait of Marie-Anne Cupis de Camargo"の複製版画